# Last of the Breed
Last of the Breed è un album in studio collaborativo degli artisti di musica country statunitensi Willie Nelson, Merle Haggard e Ray Price, pubblicato nel 2007.

## Tracce

### Disco 1
1. My Life's Been a Pleasure (Jesse Ashlock) – 3:03
2. My Mary (Jimmie Davis, Stuart Hamblen) – 3:14
3. Back to Earth (Willie Nelson) – 3:25
4. Heartaches by the Number (Harlan Howard) – 3:04
5. Mom and Dad's Waltz (Lefty Frizzell) – 3:26
6. Some Other World (Floyd Tillman) – 3:26
7. Why Me (Kris Kristofferson) – 3:44
8. Lost Highway (Leon Payne) – 2:54
9. I Love You a Thousand Ways (Frizzell, Jim Beck) – 2:57
10. Please Don't Leave Me Any More Darlin' (Ashlock) – 3:34
11. I Gotta Have My Baby Back (Tillman) – 3:12

### Disco 2
1. Goin' Away Party (Cindy Walker) – 3:25
2. If I Ever Get Lucky (Merle Haggard, Lou Bradley) – 4:11
3. Sweet Memories (Mickey Newbury) – 3:24
4. Pick Me Up on Your Way Down (Howard) – 3:16
5. I Love You Because (Payne) – 3:03
6. Sweet Jesus (Haggard) – 3:38
7. Still Water Runs the Deepest (Ashlock) – 2:40
8. I Love You So Much It Hurts (Tillman) – 3:10
9. That Silver-Haired Daddy of Mine (Gene Autry, Jimmy Long) – 3:25
10. I'll Keep on Loving You (Tillman) – 3:05
11. Night Watch (Walker) – 2:47